# Carolina Morán
Carolina Morán Gordillo (née le 30 décembre 1987 à Manzanillo, Colima) est un mannequin mexicain. Elle fut dauphine du concours de beauté Nuestra Belleza México le 2 septembre 2006, gagnant ainsi le droit de représenter son pays lors de Miss Monde le 1er décembre 2007 à Sanya en Chine, où elle se classa deuxième dauphine.